# 安华·依布拉欣 (足球运动员)
莫哈末·安华·依布拉欣（1999年6月10日—）是一名马来西亚足球运动员，司职右后卫，效力于森美兰足球會。 他是2021年马来西亚杯夺冠队伍的一员。 